# Karel Paulus
Karel Paulus (Dolní Brusnice, 3 de janeiro de 1933 — Bílá Třemešná, 31 de outubro de 2003) foi um jogador de voleibol da República Tcheca que competiu pela Tchecoslováquia nos Jogos Olímpicos de 1964.
Em 1964, ele fez parte da equipe tchecoslovaca que conquistou a medalha de prata no torneio olímpico, no qual participou de todas as nove partidas.